# الكسندر بوسادا
الكسندر بوسادا (بالإسبانية: Alexander Posada)‏ (6 مارس 1977 بكولومبيا - ) هو لاعب كرة قدم كولومبي في مركز الدفاع. شارك مع منتخب كولومبيا لكرة القدم. أما مع النوادي، فقد لعب مع أمريكا دي كالي وديبورتيس كوينديو وسوسيداد ديبورتيفو كيتو ونادي ميلوناريوس وSC Toronto ‏ وCortuluá ‏ وديبورتيفو بيريرا.

## وصلات خارجية
- الكسندر بوسادا على موقع قاعدة بيانات كرة القدم.إي يو (الإنجليزية)
- الكسندر بوسادا على موقع ناشيونال فوتبول تيمز (الإنجليزية)